# Ignác František Platzer

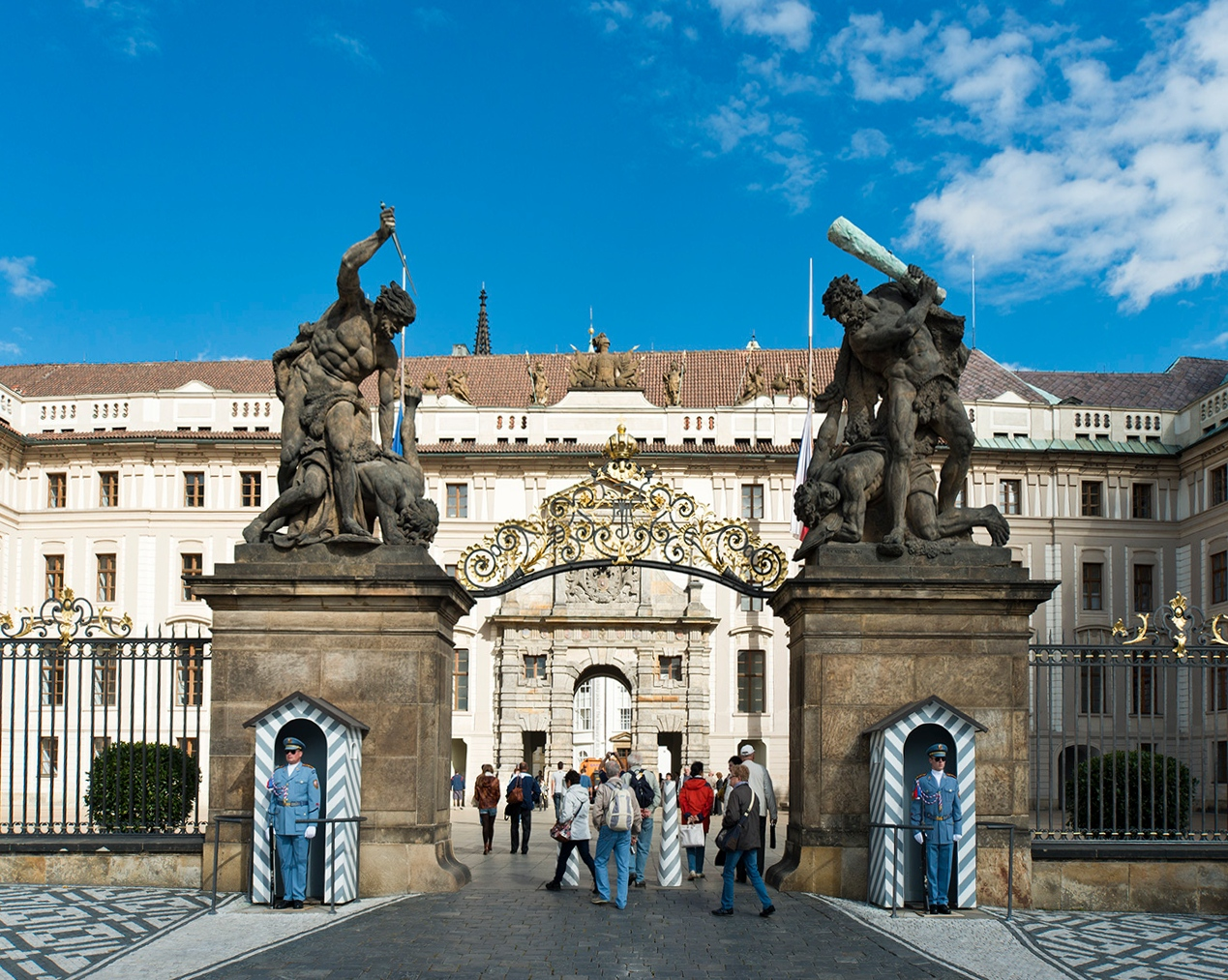
I Giganti lottatori (interpretati anche come Titani o gladiatori) – presso il cancello del Castello di Praga (copia, opera di Čeněk Vosmík e Antonín Procházka, 1902)

Ignác František Platzer, o in tedesco Ignaz Franz Platzer, (Plzeň, 6 luglio 1717 – Praga, 27 settembre 1787), è stato uno scultore e intagliatore ceco. Fu il principale esponente della scultura tardobarocca e neoclassica della seconda metà del XVIII secolo nel Paese Ceco.

## Biografia
Nacque da Jan Benedikt Platzer, un intagliatore della Boemia occidentale, e studiò all'accademia di Vienna e nella bottega di Georg Rafael Donner. Nel 1744 era già tornato a Praga per stabilirsi in una casa di Hradčany. Si sposò due volte, la prima moglie era la vedova dell'intagliatore Matyáš Schönherr (1701–1743), che gli diede un larga figliolanza. Fondò una bottega molto prolifica, che durò ancora per tre generazioni, fino alla fine del XIX secolo. La bottega di Platzer si trasferì in seguito in via Loretánská e infine nelle vie Nebovidská e Saská a Malá Strana. Su invito dell'imperatrice Maria Teresa, realizzò dopo il 1773 tre statue per la reggia di Schönbrunn a Vienna e fu nominato scultore di corte.
È sepolto nel cimitero di Malá Strana, nel quartiere di Košíře.

## Opere
Si conserva una raccolta di eccellenti disegni e modelli di Ignác František Platzer, da cui si può concludere che il suo lavoro, istruito dal manierismo classico viennese di Georg Rafael Donner e Paul Troger, prima si adattò alle esigenze locali dell'ambiente praghese e infine tornò a un più espressivo stile barocco e rococò. Il successivo rafforzamento delle tendenze classicistiche nella sua opera è costantemente accompagnato da elementi rococò, soprattutto per quanto riguarda gli ornamenti in rilievo, i drappeggi o, ad esempio, il disegno di una grata in ferro battuto.
Intere serie di intagli e statue in pietra furono realizzate dalla sua bottega, ad esempio, per i castelli di Dobříš e Hořín, per i monasteri di Zbraslav e di Teplá e per il Castello di Praga.

### Decorazioni di palazzi
- Praga, Hradčany, cancello di ingresso al Castello: statue dei titani, stemmi araldici dell'Impero austriaco e del Regno di Boemia, due vasi con putti
- Praga, Hradčany, Palazzo arcivescovile – due serie di lampioni sullo scalone e due sul ponticello dell'ala del cortile (dopo il 1764)
- Praga, Malá Strana, Palazzetto Buquoy (ambasciata francese) – decorazione delle scalone (1780 circa)
- Praga, Nové Město, Palazzo Deym (1787)
- Praga, Staroměstské náměstí, Palazzo Kinský – sei statue allegoriche sul cornicione: I quattro elementi - figure femminili sdraiate; statue stanti delle dee Venere e Giunone (gli originali sono esposti nel Lapidario del Museo Nazionale, due dei quali danneggiati da colpi di arma da fuoco del maggio 1945)
- Praga, Palazzo Pachta z Rájova – quattro sculture originali che decorano gli interni e gli esterni dell'edificio storico, dove oggi si trova l'Hotel Smetana
- Castello di Peruc, decorazione scultorea[3]

### Decorazioni di parchi dei castelli
- Bečváry
- Chudenice
- Dobříš, statue e vasi
- Hořín, statue e vasi
- Castello di Lysá: Gruppo degli dei pagani, allegoria delle sette arti liberali, sfinge
- Castello di Měšice
- Vrchotovy Janovice - quattro statue Živlů, custodite nel Lapidario del Museo nazionale
- Schönbrunn: Mercurio, Ercole, Bruto e Lucrezia.

### Decorazioni di chiese e conventi
- Praga, Cattedrale di San Vito: mausoleo di San Giovanni Nepomuceno
- Praga, Malá Strana, chiesa di San Nicola in Malá Strana – statue dei quattro dottori della Chiesa orientale (santi Atanasio, Gregorio Nazianzeno, Basilio Magno, Giovanni Crisostomo), intagli in legno bianchi a grandezza naturale, sotto la cupola davanti all'altare maggiore;
- Praga, Staré Město, Cattedrale di San Clemente, statue dell'altare
- Praga, Staré Město, chiesa di San Giacomo
- Český Brod, chiesa di San Gottardo, altar maggiore con le statue dei santi Pietro e Paolo (1780)
- Tábor, chiesa della Trasfigurazione del Signore, statue dei santi Donato e Floriano
- Teplá, chiesa dei premostratensi - statue e rilievi dell'altare
- Praga, Klementinum, monumento al matematico Josef Stepling nel cortile

## Galleria d'immagini

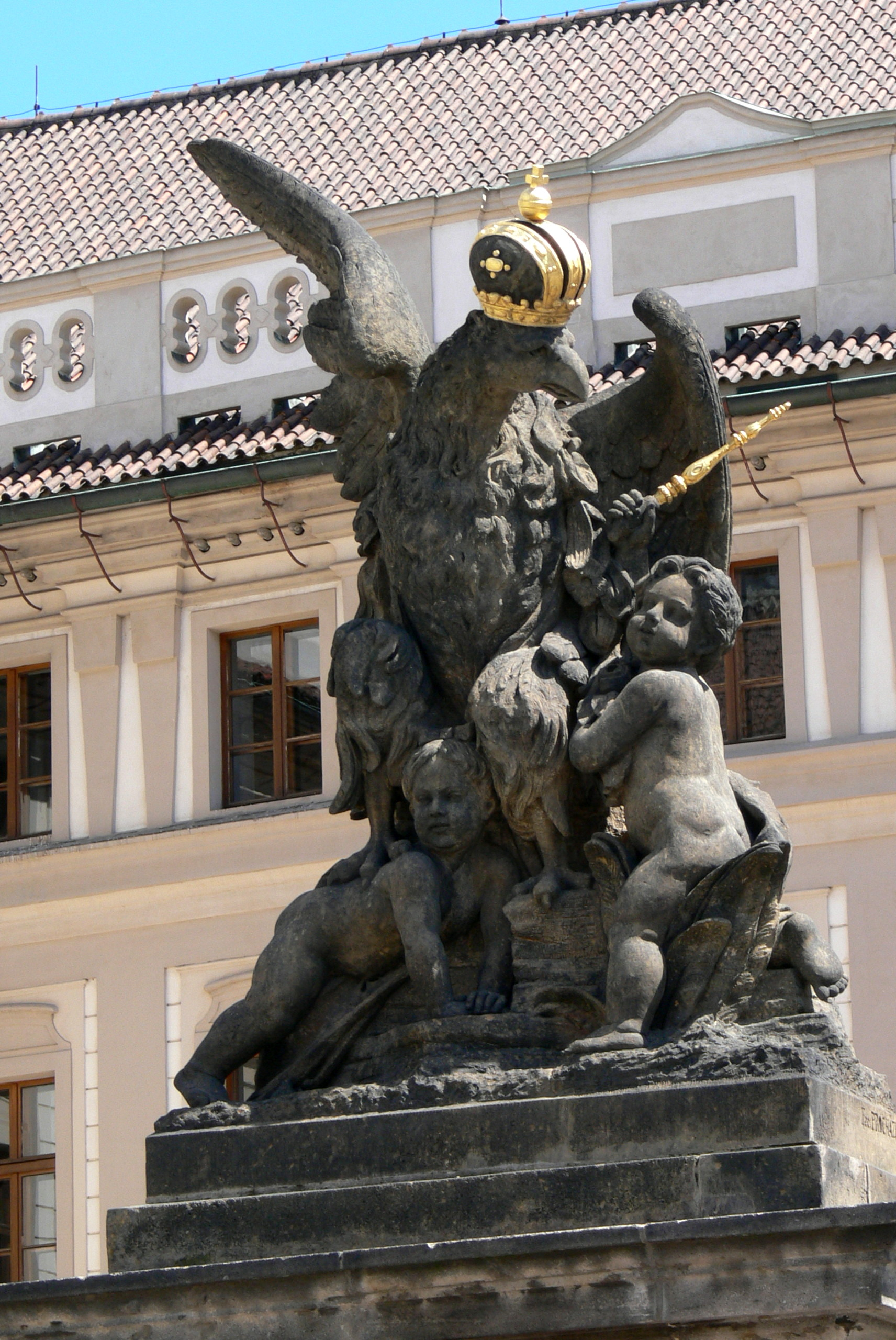
Aquila e putti al Castello di Praga
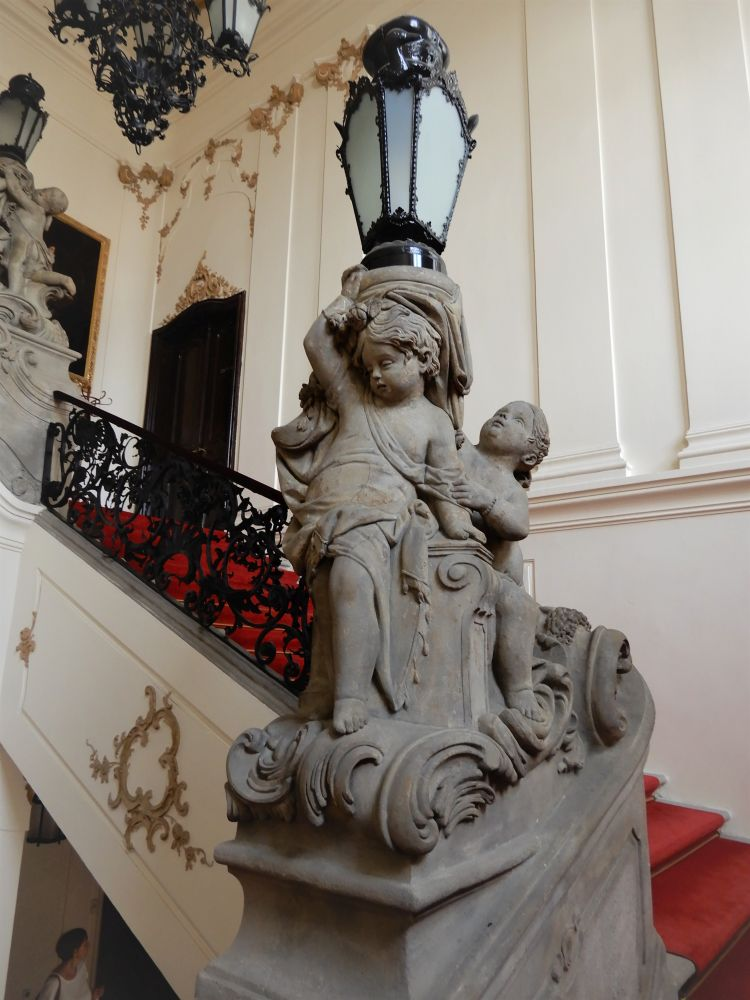
Lampione dello scalone del Palazzo arcivescovile di Praga
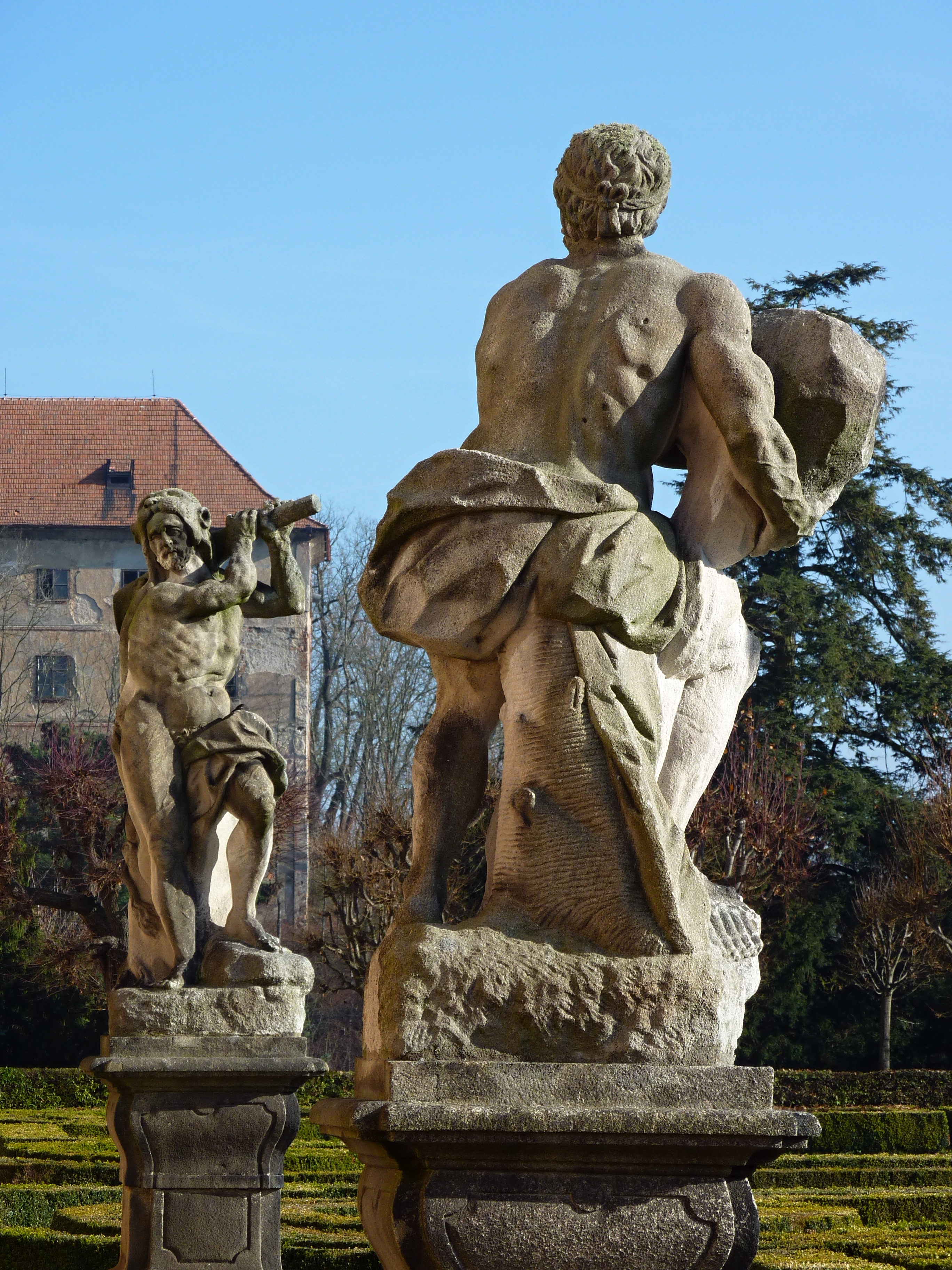
Il giardino del Castello di Dobříš
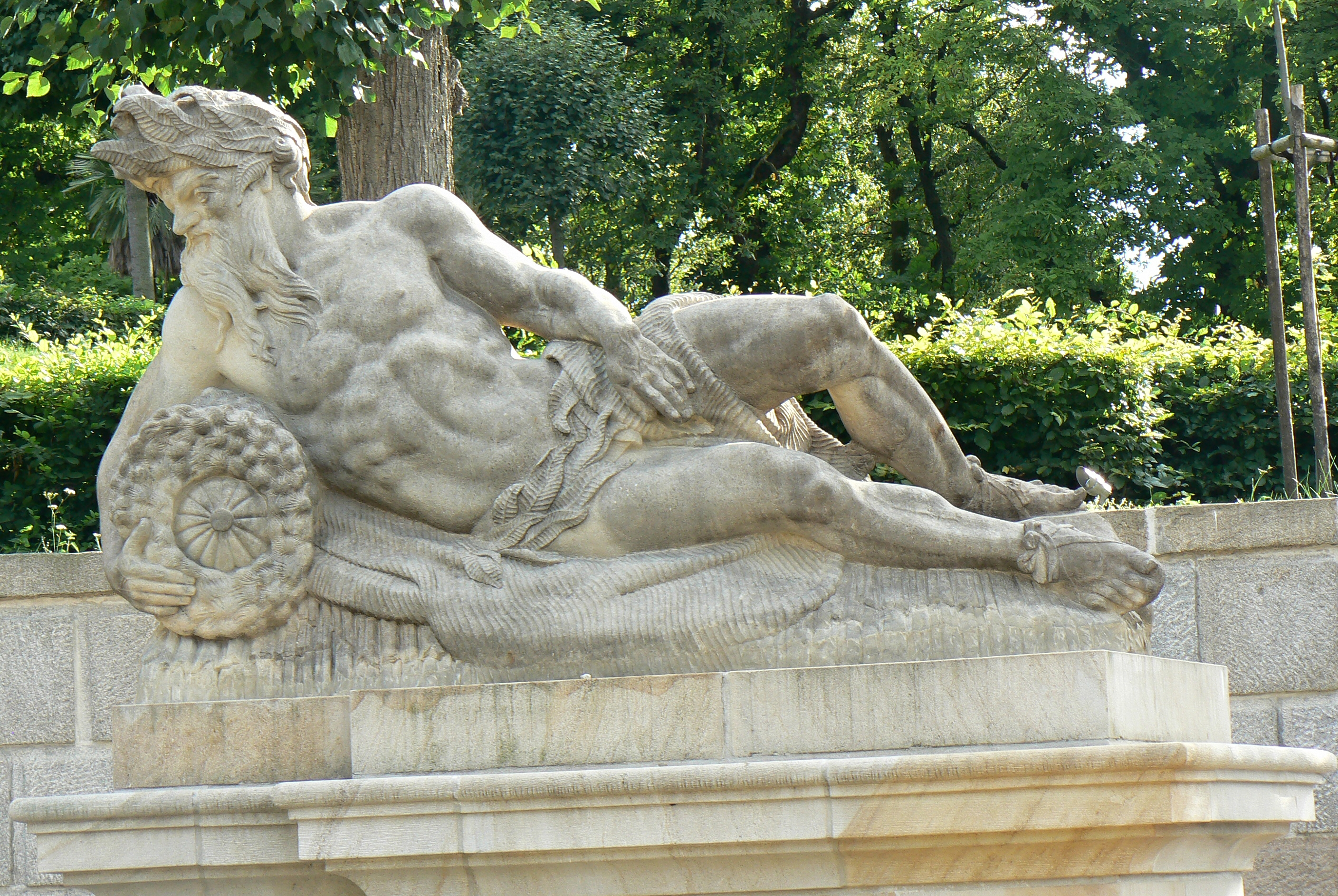
Fontana al Castello di Dobříš
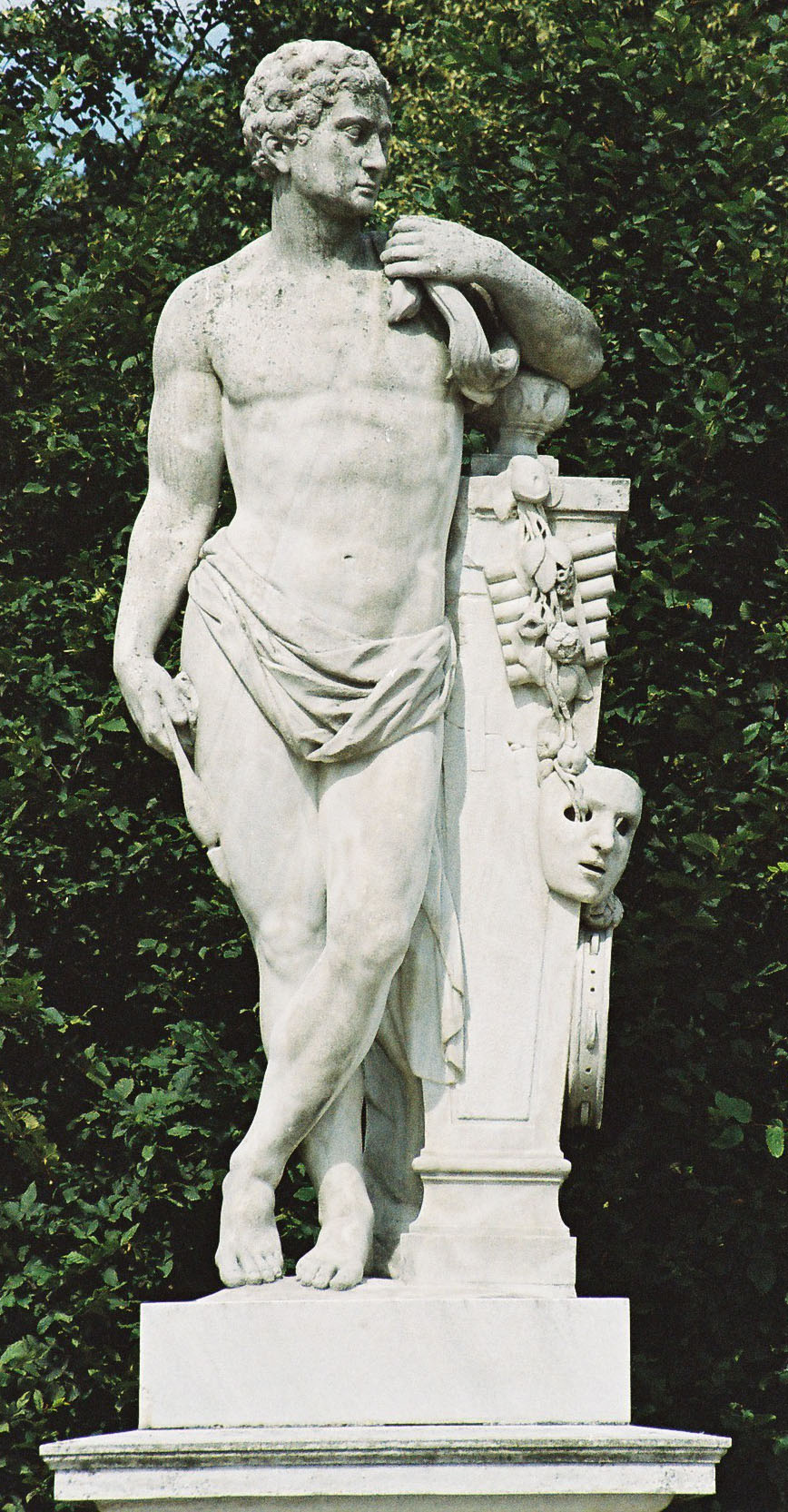
Ercole, Schönbrunn
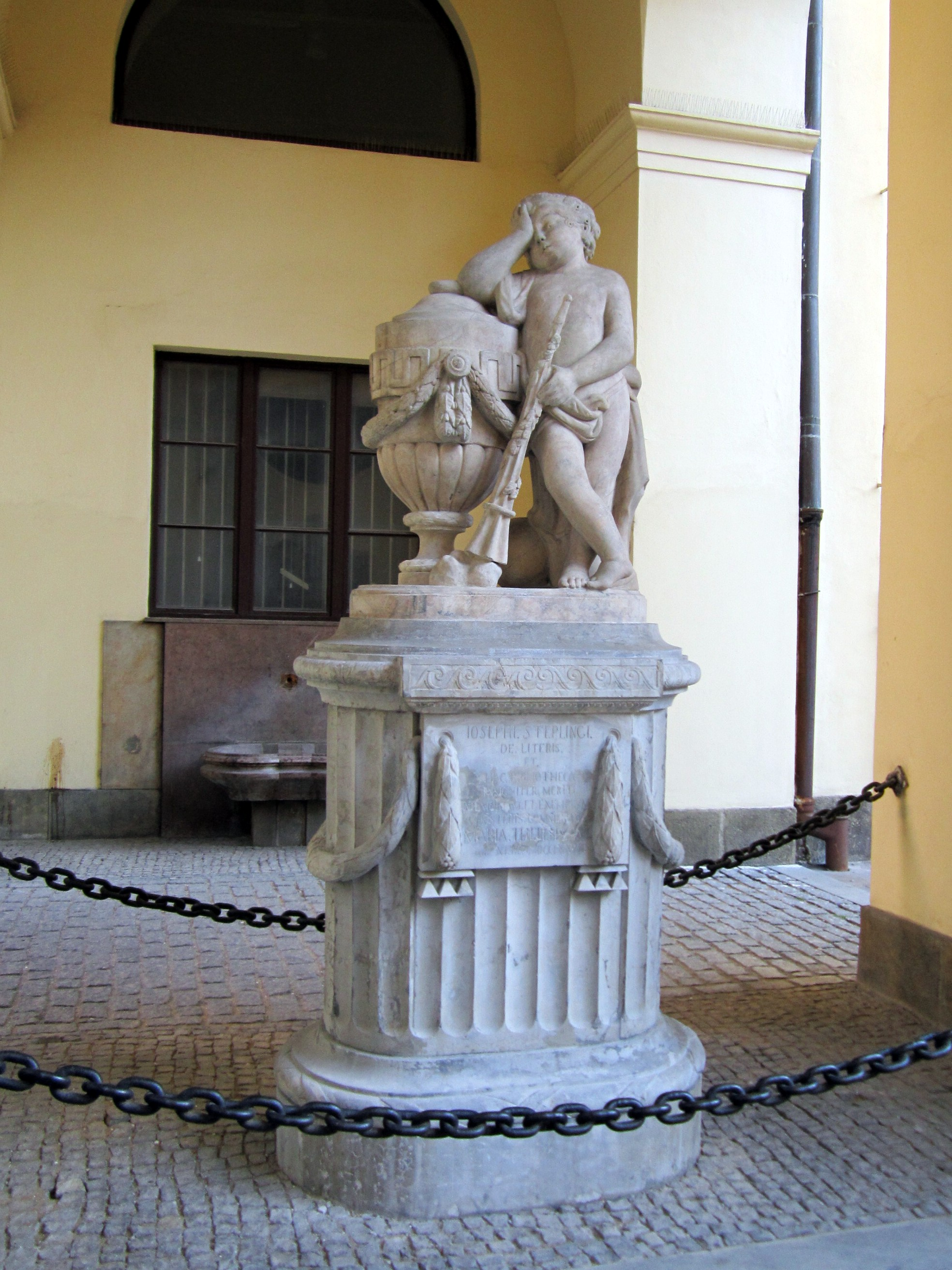
Monumento a Joseph Stepling al Klementinum di Praga (1780)
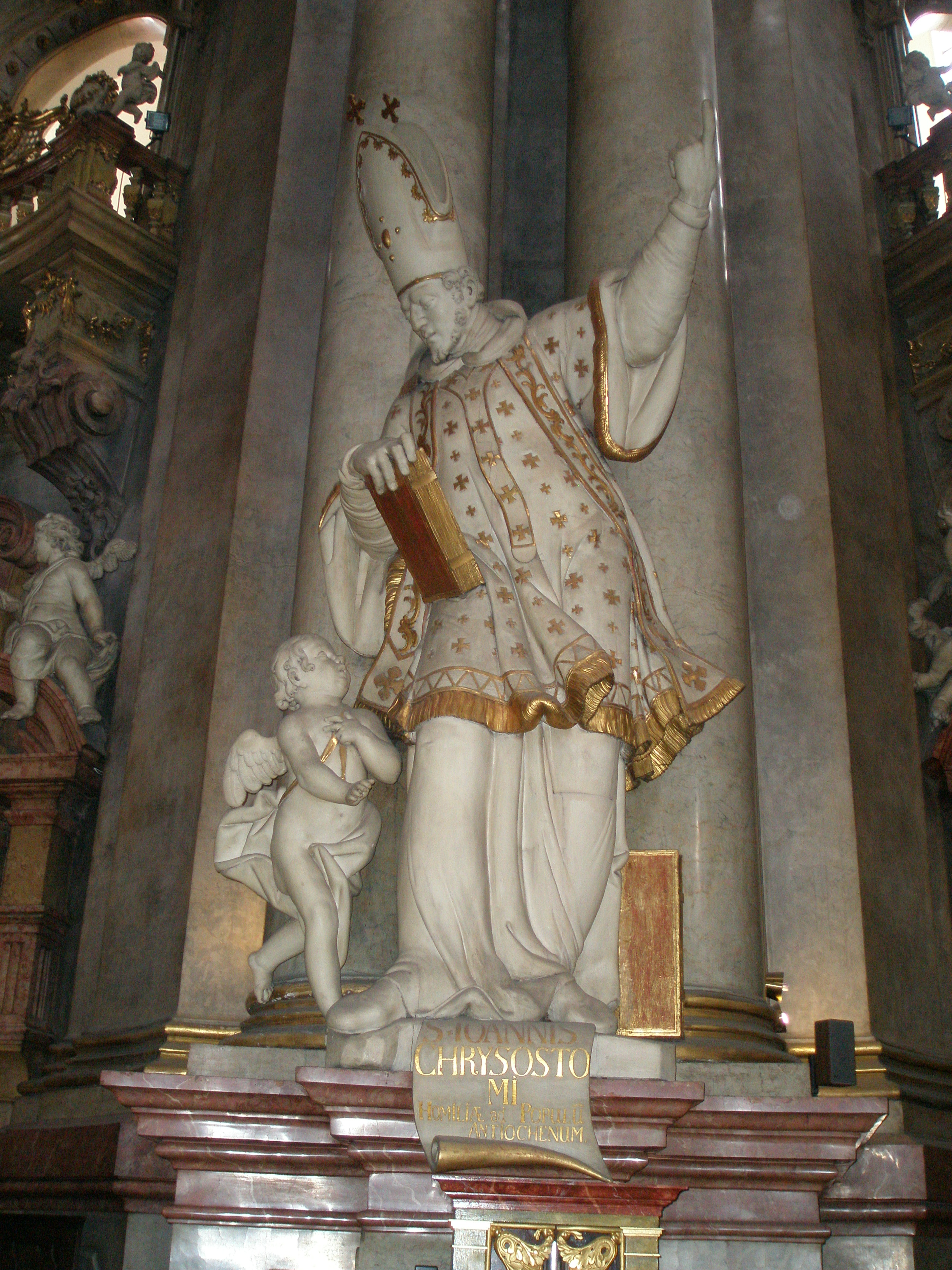
San Giovanni Crisostomo, Praga, chiesa di San Nicola in Malá Strana
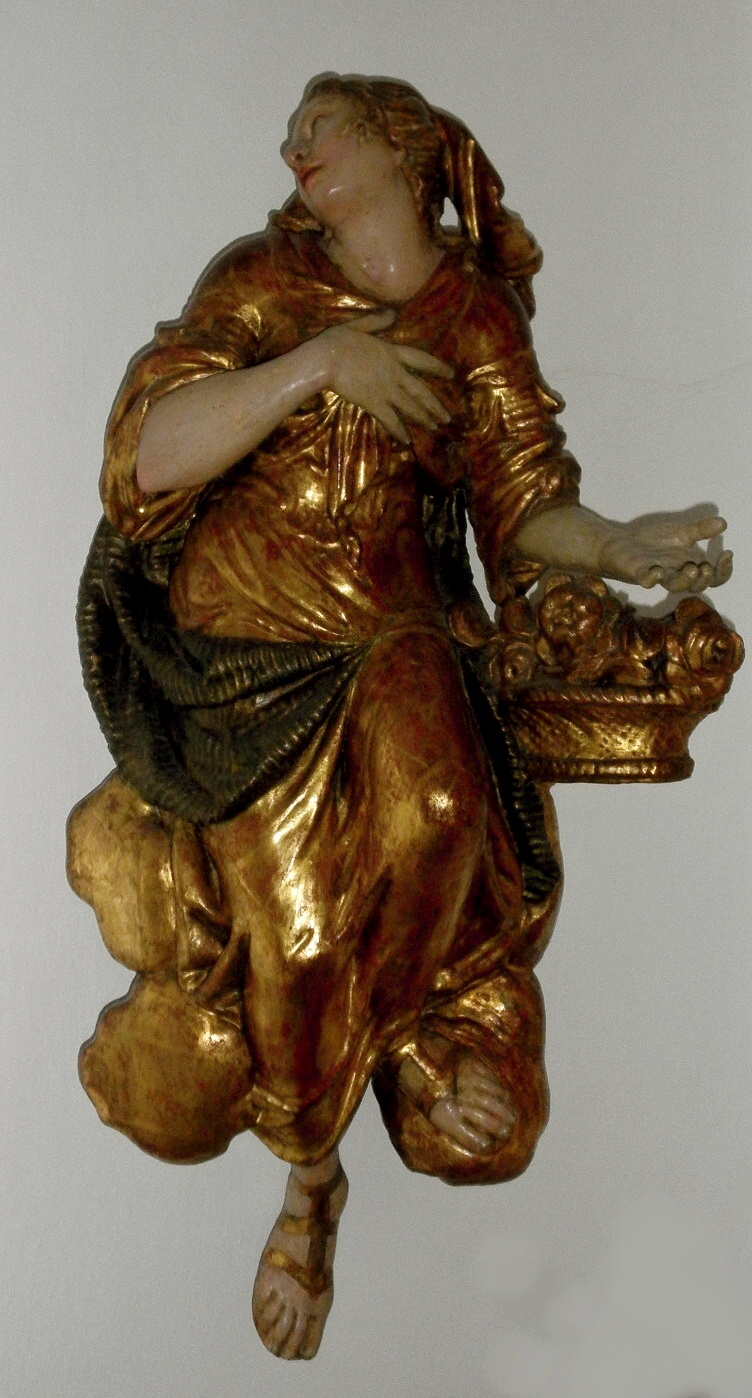
Santa Dorotea